# Italo-boliviani

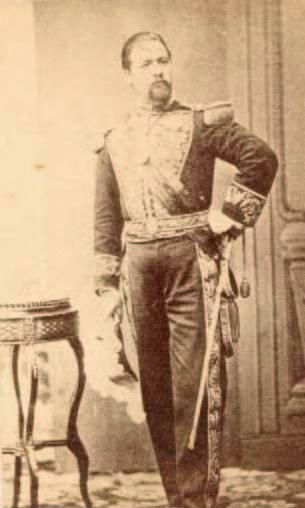
Hilarion Daza Groselle, Presidente della Bolivia dal 1876 al 1879), era di origine piemontese

Italo-boliviani sono i cittadini italiani residenti in Bolivia e, genericamente, i discendenti dell'emigrazione italiana in Bolivia dai secoli del colonialismo spagnolo.

## Vicende storiche
Alcune decine di italiani si trasferirono in Bolivia prima delle guerre di indipendenza fatte da Simón Bolívar. Dall'inizio dell'Ottocento poche centinaia di italiani arrivarono nel paese provenienti dal Cile settentrionale, lavorando nella costruzione di ferrovie, ed alcuni si stabilirono nella regione di La Paz, per dare vita ad imprese commerciali soprattutto nel settore tessile e alimentare.
Nel 1876 un discendente di italiani originari dal Piemonte, Hilarion Daza Groselle, è stato presidente della Bolivia.
Nel 1889 -secondo il Consolato italiano- in Bolivia risiedevano circa 400 italiani, distribuiti come segue: a La Paz 40 italiani, 20 ad Oruro, 29 a Cochabamba, 31 a Sucre, 44 nelle terre calde di Santa Cruz, 38 a Tarija e 16 a Potosí. A loro si devono aggiungere 150 italiani che erano dispersi in altre località interne della Bolivia.
Nei primi anni del Novecento un numero considerevole di italiani in Bolivia erano impegnati in attività commerciali, ma vi erano anche alcuni professionisti (architetti, ingegneri, medici, ecc.) e diversi religiosi. Va notato che nel 1910 fu fondata la Società Italiana di Beneficenza Roma per aiutare gli indigenti italiani, e nel 1934 è stata creata la Casa Italia a La Paz come principale luogo di incontro per la piccola comunità.
Dopo varie vicissitudini legate alle due guerre mondiali, la collettività italiana si è stabilizzata intorno alle 2/3.000 unità e si trova concentrata nelle aree metropolitane di La Paz, Sucre, Santa Cruz e Cochabamba. Tutti sono perfettamente integrati nella società boliviana, dove molti hanno raggiunto i maggiori livelli. Inoltre esistono alcune associazioni italiane, come il Circolo culturale italiano di La Paz e quello di Santa Cruz.
I discendenti diretti di italiani in Bolivia sono oltre 15.000 nel 2010, secondo lo storico Guarnieri Carducci. Uno dei più famosi è lo scrittore e poeta Oscar Cerruto, considerato uno dei grandi autori della letteratura boliviana.